# ポーちゃん
ポーちゃん（本名・林鋒、1993年〈平成5年〉9月21日）は、日本で活動する中国人YouTuber、株式会社MURASH所属。Pooちゃんとも。また、林 太一（はやし たいち）と名乗ることもある。

## 来歴
1993年9月21日広東省潮州市に生まれる。子供の頃から日本のサブカルに没頭するポーちゃんの趣味趣向を汲んでか、両親から「日本に行ってみるか？」と勧められ留学することに。
2011年に初来日し、申豊国際学院「日本語学校」へ入学。その後、両親の勧めでHAL東京へ入学。グラフィックデザインを学ぶも「自分には才能がない」と感じ半年ほどで中退。アルバイトをしながら日本での生活を送る中、バラエティ番組に出演するタレントに興味を持ち東京アナウンス学院（アナ学）芸能バラエティ科へ入学する。
芸風を模索していた頃、おなじ科の同級生 おかだくん と意気投合。【チャイニーズチャイ】としてコンビを結成後、アナ学の教師から所属先として「MURASH」を紹介してもらいコンビで所属する事となる。
コンビ名【チャイニーズ☆チャイ】としてお笑い芸人、MCなどの活動を行う傍らニコニコ生配信、2019年にはYoutuberとして動画配信を始め今に至る。

## 人物
- 趣味はフィギュア収集。広東省の実家近くには専用の別宅が与えられており、そこに大量のフィギュアが保管されている。収集に要した金額はおよそ700万円、[8]。
- AKBのイベントなど熱心に参加していた。中でもらぶたん（多田愛佳)の大ファンである。またアイドル好きが高じてか、中国人アイドル【A.M.ONE[9]】の動画制作にも携わっていた。
- ドラゴンボールをこよなく愛する。

## 活動

### Youtuberとして
- 2019年2月9日に【チャイニーズチャイちゃんねる[10]】を開始以来、芸人としての主な活動の場はYoutubeとなる。配信の内容は、日中の文化比較、食、街頭インタビュー、時事ネタ、アダルト、など幅広い。
- 2025年時点でのチャンネル名は【マイティー・ポー【中国人アル】[11]】以前のカメラマン（チェアーガイ）から代わり、コンビの相方であるおかだくん[12]と共に動画制作を行うようになった。
- チャンネル開設当初からゲストを交えた動画制作を積極的に行う。共演をきっかけにYoutuberとなった人物も多い。
- サブチャンネル【PugBoy[13]】では、無声タイプのショート動画を配信。自身のコレクションであるフィギュアを紹介している。

### Twitch生配信
2022年4月18日、Twitchにて配信スタート。チャンネル名は【ただの中国人】ゲーム、雑談、ゲストを招いてのトーク生配信を行っている。（休止中）

#### 出演者
- 動画に出演する人物の特徴として、東京アナウンス学院、AMONE、繋がりが多い。Youtubeで共演した主な人物

- 熊江琉唯
- ヤンチャン
- 佳苗るか
- 村井智建
- 山下智博
- 黃藝林（1931）
- 王依君（SNH48）
- ニック兄さん&高桑翔汰（タイムボム）

### お笑い芸人として
M-1グランプリ2016年大会
- チャイニーズ☆チャイで出場するも1回戦で敗退する[15]。

Kin-1（キンワン）グランプリ2021年大会
- 株式会社金冠堂の行っているお笑い企画。この企画に【チャイニーズ☆チャイ・キンカン中国宣伝部】と称してエントリー、最終的に2位から倍近くの「いいね数」を獲得、トップの成績を収めるも諸般の事情有ってか入賞ならず[16]。

## テレビ
- 有田ジェネレーション - 有ジェネで唾をつけておきたい芸人 （TBSテレビ）2016年10月13日放送[17][18][19]。
- スクール革命！ - 「クイズ！キッカケは何!?」（日本テレビ）2021年12月05日放送[20]
- 有吉ジャポンII ジロジロ有吉 - 「ガチ中華・太極拳・カエル！西川口リトルチャイナ」（TBSテレビ）2025年3月22日放送[21]

## 雑誌
- 週刊プレイボーイ no.13 2021年3月29日号[22]

「中国人が中国の悪口言ってるんやからおもろいに決まってるやろーッ！」pp. 150-152
- 週刊プレイボーイ no.45 2021年11月8日号[23]

「受験、就職、結婚、育児、介護問題などなど、日本のトピックの中国語版はどうなってるの？」pp. 48-50